# Neta’im
Neta’im (hebr.: נטעים) – moszaw położony w samorządzie regionu Gan Rawe, w Dystrykcie Centralnym, w Izraelu.
Leży w odległości 4 km na południe od miasta Riszon le-Cijjon.

## Historia
Moszaw został założony w 1932.

## Gospodarka
Gospodarka moszawu opiera się na intensywnym rolnictwie.